# Канасерага (Нью-Йорк)
Канасерага (англ. Canaseraga) — селище (англ. village) в США, в окрузі Аллегені штату Нью-Йорк. Населення — 460 осіб (2020).

## Географія
Канасерага розташована за координатами 42°27′42″ пн. ш. 77°46′38″ зх. д. / 42.46167° пн. ш. 77.77722° зх. д. (42.461762, -77.777270).  За даними Бюро перепису населення США в 2010 році селище мало площу 2,75 км², уся площа — суходіл.

## Демографія
Згідно з переписом 2010 року, у селищі мешкало 550 осіб у 222 домогосподарствах у складі 150 родин. Густота населення становила 200 осіб/км².  Було 248 помешкань (90/км²).
Расовий склад населення:
| - 97,5 % — білих - 0,5 % — корінних американців - 0,2 % — чорних або афроамериканців |

До двох чи більше рас належало 1,5 %. Частка іспаномовних становила 1,3 % від усіх жителів.
За віковим діапазоном населення розподілялося таким чином: 25,5 % — особи молодші 18 років, 61,6 % — особи у віці 18—64 років, 12,9 % — особи у віці 65 років та старші. Медіана віку мешканця становила 39,0 року. На 100 осіб жіночої статі у селищі припадало 101,5 чоловіків;  на 100 жінок у віці від 18 років та старших — 103,0 чоловіків також старших 18 років.
Середній дохід на одне домашнє господарство  становив 37 002 долари США (медіана — 29 875), а середній дохід на одну сім'ю — 41 615 доларів (медіана — 32 206). Медіана доходів становила 26 806 доларів для чоловіків та 30 156 доларів для жінок. За межею бідності перебувало 29,7 % осіб, у тому числі 46,2 % дітей у віці до 18 років та 12,3 % осіб у віці 65 років та старших.
Цивільне працевлаштоване населення становило 210 осіб. Основні галузі зайнятості: освіта, охорона здоров'я та соціальна допомога — 25,7 %, роздрібна торгівля — 15,7 %, виробництво — 15,7 %.